# Quercus emoryi
Quercus emoryi är en bokväxtart som beskrevs av John Torrey. Quercus emoryi ingår i släktet ekar, och familjen bokväxter. Inga underarter finns listade.

## Bildgalleri

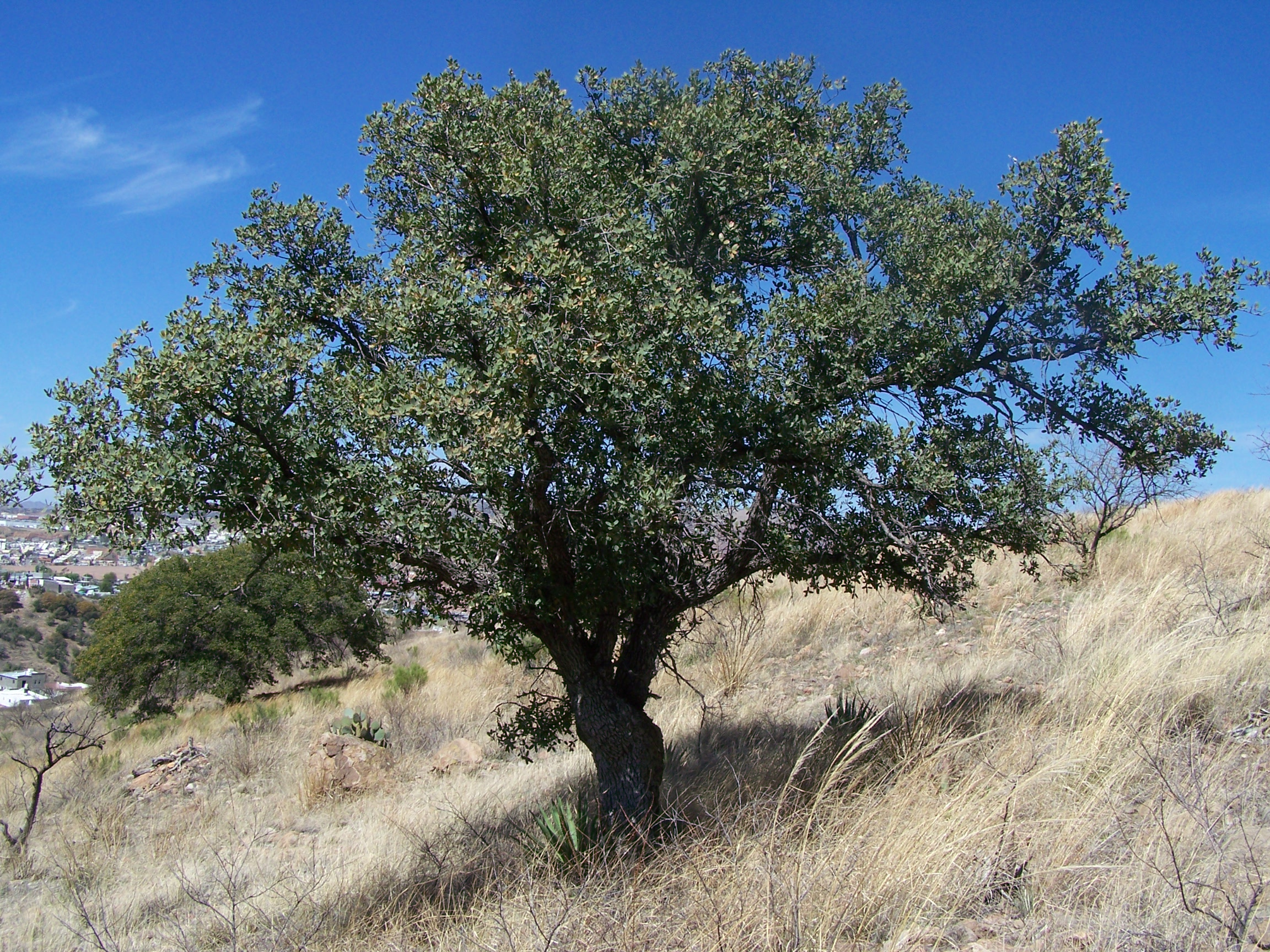
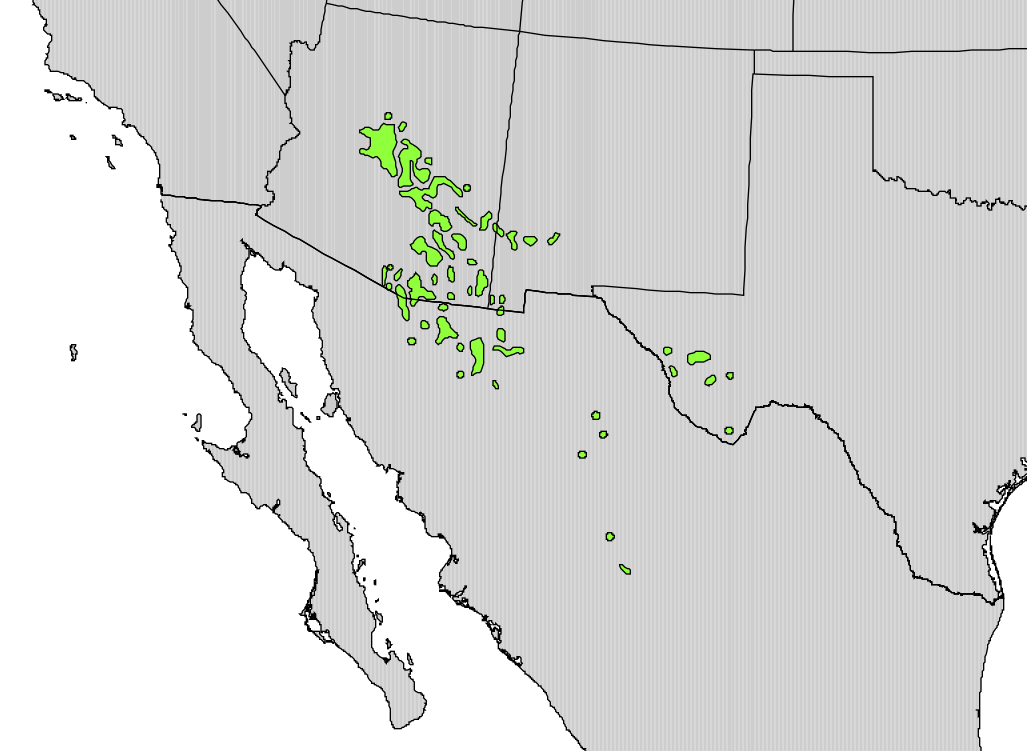